# Голутвин (Коломна)
Голутвин — старинное поселение и исторический микрорайон города Коломны. От поселение получили название Голутвинский монастырь XIV века, а в дальнейшем и железнодорожная станция Голутвин.

## Происхождение названия
Название Голутвин происходит от слова голутва — «вырубка», «просека в лесу», «поляна» (от голый).
Название района происходит либо от слова голутва, которое переводится как лесная просека, вырубка; либо от славянского «голядь» — название балтийского племени, жившего на берегах реки Протвы (граница современных Московской и Калужской областей), либо от древнерусск. «голытьба» — так называли промышлявших здесь разбойников — «верховые» или голутвенные казаки.
"Голутва" по-украински - "голытьба", беднота.
Ещё одна легенда происхождения названия района уходит корнями в эпоху формирования торговых отношений между Россией и Англией. Лорд Ченслер после первого (случайного ) плавания в Россию и визита в Москву получил  грамоты и наставления Ивана Грозного организовать беспошлинную торговлю между странами. Весной  1554 года после схода льда на реках англичане отправились обратно из Москвы  сначала по Оке и Волге, далее трактом до Двины, и вернулись к себе на родину, открытым ими морским путем. Во время одной из остановок на Оке Ченслер посетил купеческие перевалочные склады находящиеся на стыке рек в городе Коломне, где Ченслер убедился в возможности организации торговли между Москвой и Лондоном. По легенде он произнес: we will go, get loot  and win! Эта фраза со временем трансформировалась в название одного из районов Коломны - Голутвин.
Аналогично эта фраза, ставшая названием района Коломны, приписывается английскому послу Энтони Дженкинсону. В 1557 году член Московской компании Энтони Дженкинсон предложил царю открыть торговый путь в Китай через Бухару. Англичане имели сведения о том, что в Китай из Бухары ходят караваны. Царь разрешил проезд до Астрахани.
Дженкинсон выехал из Москвы 23 апреля 1558 года, в Астрахань прибыл 14 июля. Путешествие проходило по Москве-реке до Коломны, оттуда по реке Оке до Нижнего Новгорода, а потом по Волге в Астрахань. Из Астрахани Дженкинсон отправился в Бухару. В Бухаре он узнал, что караваны в Китай уже не ходят. Он вернулся в Москву в сентябре 1559 года.

## История
В XIV веке в данной местности ученик Сергия Радонежского основывает Голутвинский монастырь.
До строительства железной дороги на территории будущего микрорайона располагалось село Боброво как минимум с середины XIX века. 
В 1862 году построили железнодорожную станцию Саратовской железной дороги, переименованную в 1897 году в станцию Голутвин.
В 1863 году инженер Струве купил этот участок земли у помещика Н. М. Голицына для постройки паровозостроительного завода (ныне — ОАО ХК «Коломенский завод») и железнодорожной станции.
Возле железнодорожной станции и Коломенского завода возникли рабочие посёлки Парфентьево, Митяевская слобода, Бочманово, Новая стройка и др. Были построены и обслуживающие здания: столовая, чайная, баня, здания с квартирами, а также школа, больница и театр. Район, включающий в себя появившиеся населённые пункты возле железнодорожной станции Голутвин, получил название по станции.
В 1920-е годы Голутвин и село Боброво упоминаются как отдельные населённые пункты. 
В 1926 году в пригороде Боброво Коломенского уезда Московской губернии проживало 13095 человек.
В начале XX века в состав Коломны вошли поселения: Поповка, Митяево, Новая стройка, Ямки и др.
На 2024 год исторический микрорайон Голутвин (Старо-Голутвин монастырь, железнодорожная станция Голутвин) входит в район Митяево города Коломны.

## Транспорт
С остальными районами города Голутвин связан трамвайными маршрутами № 1, 2, 3, 4, 6 и 8, проходящими по улице Октябрьской Революции, автобусными внутригородскими маршрутами, а также маршрутными такси: 2, 3, 5, 6, 10, 11, 12, 13, 14, 15, 16, 17, 20, 68. Также в Голутвине находится автовокзал, с которого отходят районные и междугородние автобусные маршруты.

## Упоминание в искусстве
Голутвин упоминается в известной песне Дмитрия Сухарева «Пароходик»:
Не тает ночь, и не проходит, 

А на Оке, а над Окой 

Кричит случайный пароходик -

Надрывный, жалостный такой.

…

И как планета многолюден,

Он прекращает ерунду

И тихо шлёпает в Голутвин,

Глотая вздохи на ходу.
Голутвину посвящено стихотворение Сергея Маркова "Живёшь, поёшь в Голутвине..." (1938).
Голутва — голытьба, беднота; прозвище бедняка. В исторической хронике А. Н. Островского «Козьма Захарьич Минин-Сухорук» казацкий атаман говорит о войске Минина:
Простой мужик, а сколько войска набрал,

Богатого и платьем и казной,

Не то что мы, голодная голутва.
В Ономастиконе С. Б. Веселовского: Голутвин Василий, подьячий, 1660 г., Москва Голутва — голытьба